# 제23회 영국 아카데미 영화상
제23회 영국 아카데미 영화상은 1969년의 최고의 영화를 기리기 위해 1970년에 열린 시상식이다.

## 수상

### 작품상
- 미드나잇 카우보이 수상

### 데이빗 린 상
- 미드나잇 카우보이 - 존 슐레진저 수상

### 칼 포먼 상
- 미드나잇 카우보이 - 존 보이트 수상

### 남우주연상
- 미드나잇 카우보이 - 더스틴 호프만 수상
- 존과 메리 - 더스틴 호프만 수상

### 여우주연상
- 미스 진 브론디의 전성기 - 매기 스미스 수상

### 남우조연상
- 오 왓 어 러브리 워 - 로렌스 올리비에 수상

### 여우조연상
- 미스 진 브론디의 전성기 - 셀리아 존슨 수상

### 각본상
- 미드나잇 카우보이 - 왈도 설트 수상

### 편집상
- 미드나잇 카우보이 - 휴 A. 로버트슨 수상

### 촬영상
- 오 왓 어 러브리 워 - Gerry Turpin 수상

### 음향상
- 오 왓 어 러브리 워 - Don Challis 수상

### 의상상
- 오 왓 어 러브리 워 - 안소니 멘들슨 수상

### 미술상
- 오 왓 어 러브리 워 - Don Ashton 수상

### 단편영화작품상
- PICTURE TO POST - Sarah Erulkar 수상

### 안소니 아스퀴스상
- 제트 - 미키스 데오도라키스 수상

### UN상
- 오 왓 어 러브리 워 수상

### 특별상
- LET THERE BE LIGHT - Peter de Normanville 수상

## 같이 보기
- 제42회 아카데미상
- 제22회 미국 감독 조합상
- 제27회 골든 글로브상
- 제22회 미국 작가 조합상